# Бутове (Вараський район)
Бу́тове (до 1967 року Бутов'є)  — село у Зарічненській громаді Вараського району Рівненської області України.
Населення станом на 1 січня 2007 року становить 1,5 особи, на 1 січня 2021 року - 506 осіб.
В селі є школа І-ІІ ступенів, клуб, фельдшерсько-акушерський пункт, церква.
Місцевість низинна, багато лугів, дубових лісів. Серед підставових промислів перше місце належить рибальству. Колись було королівщиною і належало до королеви Бони разом з іншими селами. Згадується в 1553 р. в Ревізії Пущ, ст. 88 і в Пісцевій книзі пінського і клецького князівства (ст. 215 і 271, 273). Як подає Казимир Контрим, було колись місцем, де в великих кількостях виробляли гончарські вироби. В 1837 р. землі належали до Скирмунтів — 26,252 дес. землі — лісу, озер і боліт.

## Історія

### Землі в складі Річ Посполита (1561—1793)
1561 — тоді ще точилась боротьба за ці землі між Польщею та Великим князівством Литовським, села, як такого, не існувало. Були розкидані тільки хутори: «Марки», «Бендзі», «Самки», «Дичини», «Лісця». Розміщені хутори були в урочищі Забутів'я або Забутов'є, від якого і походить назва села. Через вісім років території хуторів, розміщених в урочищі Забутів'я, входять до складу Речі Посполитої (об'єднання Польщі та Великого князівства Литовського), Поліського воєводства, Пінського повіту.
Під час Люблинської унії Волині й Волинському Поліссі було запевнено широку автономію і утворено т. зв. Волинське Земство й окремий судовий трибунал, однак поволі до канцелярій і судів почали впроваджувати польську мову й уперто та послідовно полонізувати, переважно молодь місцевих князів і панів. Роботою над цим зайнялися передовсім єзуїти. Одних намовляли, а молодь забирали до своїх шкіл-колегій, де відповідно вчили ставитись вороже до свого народу, старих традицій і православної релігії. На початку 17 ст. більшість вихованців таких колегій відверто стали на бік Польщі.
Залишилася при своїх старих переконаннях тільки дрібна шляхта, позбавлене своєї землі боярство, міщанство, яке об'єдналося тоді у братство й селянська маса, розсіяна по селах, дворах і дворищах, позбавлена найелементарніших людських прав і безсердечно використовувана.
На Полісся і Волинь почали з'їжджатись міщани, магнати та шляхта з Польщі в погоні за землею. До того часу відноситься прислів'я, яке висміювало погоню за землею польських магнатів і шляхти: «На Волині ковбасами плоти городять». («На Волиню кєлбасамі плоти ґродзом»). Тяжке положення селян, дрібних землевласників, міщан і духовенства ще більше погіршилось і люди втікали з Волині й Полісся на Наддніпрянщину. Рік по році край став порожніти. Село занепало теж. В таких умовах вибухали козацькі повстання і війни, які продовжувалися десятки літ, спричиняючись до знищення найбільше східних і південних районів Волині. Селянські маси з Волині, Полісся, а навіть з Галичини покидали свої прадідівські землі і втікали за Дніпро на т. зв. Гетьманщину. Край обертався в руїну і тільки оборонні замки, оточені мурами, давали сховища численним магнатам, які прийшли сюди шукати наживи. Тепер було їх тут багато, як ніколи — Фірлеї, Собєські, Лещинські, Цетнери, Чацькі, Сапіги, Оссолінські, Конєцпольські, Дзялинські й безліч їх слуг і прислужників. Український народ гірко згадує ті тяжкі часи, коли по смерті великого гетьмана Богдана Хмельницького, гетьманську булаву отримав його син Юрій — «За гетьмана Хмельницького Юрася, Україна змарніла, звелася»…
Неспокій, повстання і війни тривали однак ще і в 18 ст., цими війнами була охоплена Волинь, Полісся й Поділля. В 1711 році московський цар Петро І вимушено повернув західні терени України полякам і знову на спорожнілу Волинь почали повертатися володарі маєтків магнати і поміщики. Згодом почало повертати населення Волині з Задніпрянської України. Знову почалися довгі війни під проводом полковника Палія, якому вдалось закріпити свою владу на схід від річки Случі (Знай, ляше, що по Случ, то наше!).
Населення України, а в тому й Волині, Полісся не хотіло підкоритися кріпацьким порядкам; вилилося це в Гайдамаччину, або Коліївщину, які огорнули повстаннями південно-східню Волинь. Під повстанчим прапором Залізняка і Ґонти сходилися люди з Київщини і Волині, розправляючись по дорозі зі шляхтою, жидами і католицьким духовенством. Такий стан продовжувався до 1774 року, відколи то розпочинається тісне співробітництво російського військового корпусу генерала Кречетнікова з польським військом під командуванням гетьмана Браницького. Спійманий і виданий полякам Гонта був у жорстокий спосіб замучений на смерть Стемпковським. (В. Серчик: «Коліївщина», Краків, 1965 рік).
Так наближався трагічний час, коли Волинь й Волинське Полісся, а отже й ці землі поступово почали переходити до царської Росії.

### Землі у складі Російської імперії (1793—1917)
В 1793 році території переходять до Росії. Пізніше на теренах старої Волині і двох міст Київщини-Житомира й Овруча було створено волинське намісництво, а опісля постала Волинська губернія.

### Землі у складі СРСР (1917—1991)
Після революції землі переходять до складу СРСР

### Землі у складі України (з 1991)
Зі здобуттям України незалежності Бутове залишається маленьким українським селом.

## Населення
За переписом населення 2001 року в селі мешкало 515 осіб.

### Мова
Розподіл населення за рідною мовою за даними перепису 2001 року:
| Мова       | Відсоток |
| ---------- | -------- |
| українська | 98,67 %  |
| російська  | 0,95 %   |
| білоруська | 0,38 %   |